# Nadějkov
Nadějkov (německy Nadejkow) je obec v okrese Tábor v Jihočeském kraji. V letech 1960–1990 patřila však pod okres Písek. Žije v ní 717 obyvatel. Nadějkov býval v minulosti městysem.

## Název
Podle jedné varianty je jméno obce odvozeno od slova naděje. V dřívějších dobách tady v těchto končinách pátrali horníci po zlatě a odtud je odvozen i název – naděje po kovu - zlatě. Podle druhé verze je jméno odvozeno od chorvatského jména Dějek, Dějko, Dějan a postupně Dějkův dvůr.

## Historie

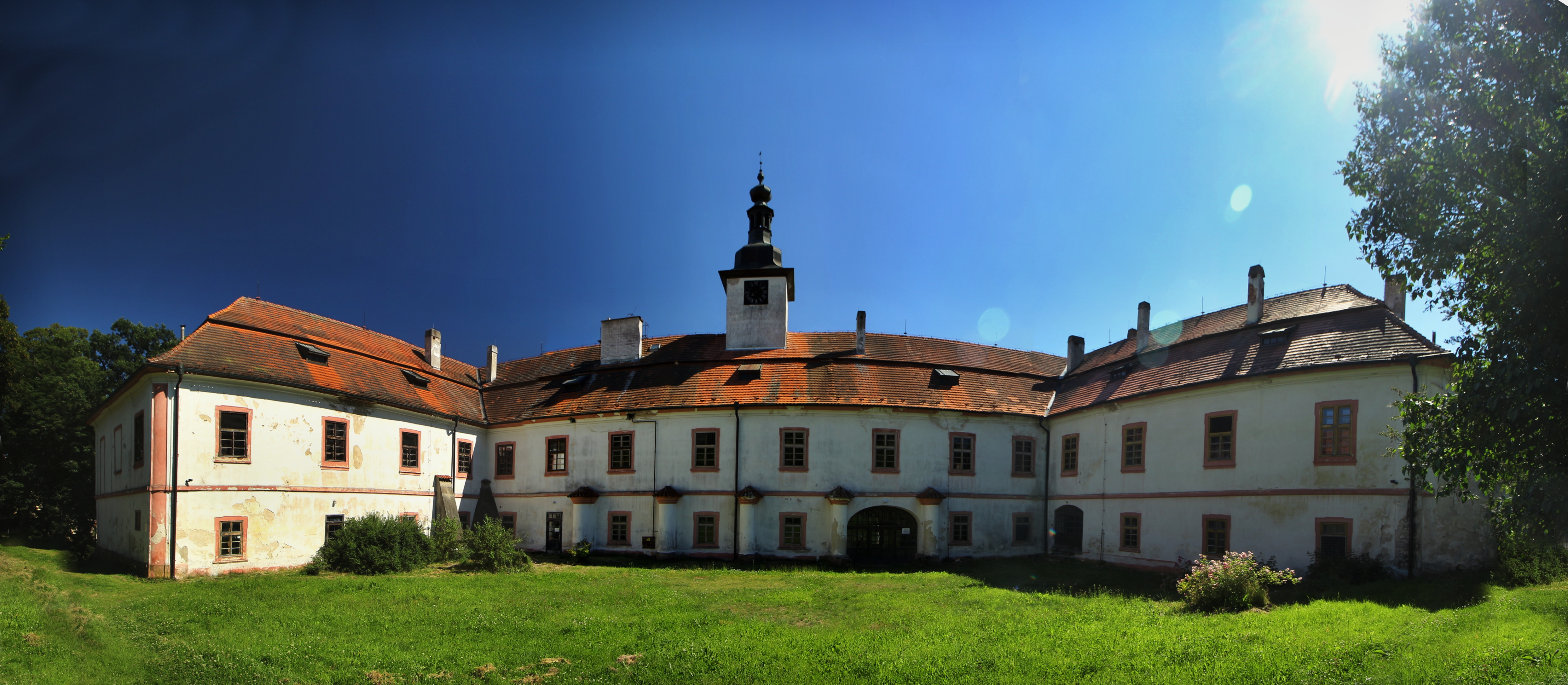
Nadějkovský zámek

První písemná zmínka o obci pochází z roku 1373. Ve 14. století byl vlastníkem Ahník z Nadějkova, který je uvedený jako svědek ve smírčích smlouvách, když se soudil milevský opat s Jaroslavem z Vepic ohledně sporných hranic pozemků.
V obci stávala tvrz ze 14. století. Počátkem 16. století se dostal Nadějkov pánům Doudlebským z Doudleb. V roce 1542 se při dělení majetku mezi bratry dostala ves i s příslušenstvím Bedřichovi z Doudleb. Ten v roce 1570 nechal přestavět tvrz na barokní zámek. V roce 1576 rozšířil svůj majetek a přikoupil Branišovice, Hněvanice, Záluží a Zhoř od Švamberků. Po jeho smrti 1596 připadl Nadějkov jeho synovi Oldřichovi. V držení jejich rodu byl Nadějkov do roku 1668. Poté se majitelé střídali.
V roce 1724 koupil panství Jiří Bořek Dohalský z Dohalic. Od roku 1730 byl majitelem hrabě Václav Ignác Deym za Stříteže do roku 1753. V roce 1761 koupil panství Antonín Feuerstein, zbrojmistr a maršál Marie Terezie, který se sem po 52 letech vojenské služby uchýlil na zasloužený odpočinek. Zemřel v obci ve věku 88 let. Byl pochován ve zdejším kostele Nejsvětější Trojice, kde byla také umístěna jeho busta. Maršál Feuerstein byl filantrop a cítil s chudinou. Po jeho smrti v roce 1780 dědictvím připadlo nadějkovské panství jeho synovci, který je v roce 1803 prodal pražskému měšťanovi, Janu Tuskanymu, jenž si nechal postavit dvůr u Vlksice, který nesl jeho jméno Tuskánka. Poté se majitelem stali jeho dědicové, vnuci. V roce 1840 koupil Nadějkov pražský měšťan Josef Plešner, který zanedlouho 1843 prodal nadějkovské panství hraběti Karlu Vratislavu z Mitrovic. Ten však rok na to zemřel a Nadějkov odkázal své nezletilé dceři Karolíně. Ta se později 1858 provdala za hraběte Ludvíka Kokořovce a od roku 1862 se ujala správy panství jako hraběnka Karolína Vratislavová z Kokořova. Žila poměrně nákladný způsob života, a z původně rozsáhlého panství (1 pivovar, lihovar, 3 ovčíny, 9 dvorů, 9 hospod, 6 mlýnů, 1 cihelna, 20 rybníků, 18 vesnic) jí zůstal pouze Nadějkov a dvorec Větrov. Žila zde až do své smrti 15. března 1917 a je pohřbena na místním hřbitově. Po ní se dalším majitelem až do roku 1937 stal akademický malíř Karel Beck.
31. května roku 1848 byla ves císařem Ferdinandem V. povýšena na městys s právem čtyř výročních a každotýdenních trhů. V témže roce zde byla zřízená pošta.
Prvním starostou obce byl farář Antonín Čechoslav Fikar, jenž se zasloužil o založení pošty (1848), knihovny, ochotnického souboru. Čtenářsko-ochotnický spolek založený roku 1898 nesl jeho jméno po celou dobu své existence, až do roku 1964. Později byla jeho činnost znovu obnovena. Osvětový a divadelní spolek nese název Fikar.

## Obyvatelstvo
| Rok            | 1869  | 1880  | 1890  | 1900  | 1910  | 1921  | 1930  | 1950  | 1961  | 1970 | 1980 | 1991 | 2001 | 2011 | 2021 |
| -------------- | ----- | ----- | ----- | ----- | ----- | ----- | ----- | ----- | ----- | ---- | ---- | ---- | ---- | ---- | ---- |
| Počet obyvatel | 1 793 | 1 854 | 1 745 | 1 661 | 1 583 | 1 526 | 1 414 | 1 053 | 1 110 | 960  | 868  | 791  | 735  | 708  | 679  |
| Počet domů     | 226   | 229   | 245   | 248   | 244   | 252   | 275   | 270   | 250   | 242  | 243  | 280  | 318  | 334  | 350  |

## Části obce
- Nadějkov
- Bezděkov
- Brtec
- Číčovice
- Hronova Vesec
- Hubov
- Chlístov
- Kaliště
- Křenovy Dvory
- Modlíkov
- Mozolov
- Nepřejov
- Petříkovice
- Pohořelice
- Šichova Vesec
- Starcova Lhota
- Větrov
- Vratišov

V letech 1850–1879 k obci patřil i Chlum.

## Pamětihodnosti

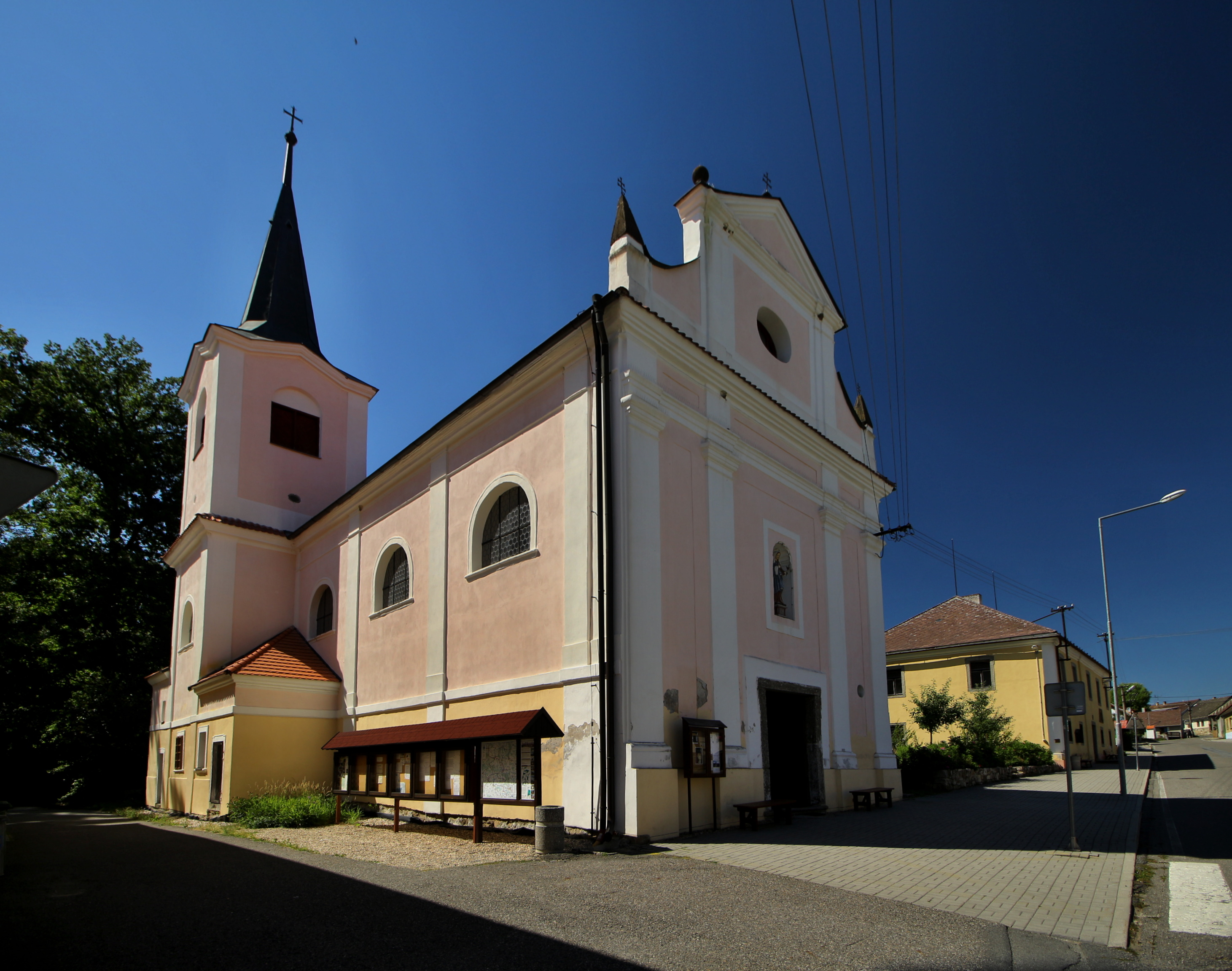
Kostel Nejsvětější Trojice

- Kostel Nejsvětější Trojice se nachází na náměstí Prokopa Chocholouška. Přestavba kaple na kostel začala v roce 1670 z iniciativy Oldřicha Doudlebského. O dokončení stavby se přičinil jeho syn Bedřich. Původně měl kostel dvoubáňovou věž, která však byla při bouři poškozena roku 1855 a tak byla nahrazená špičatou věží. V kostele se nachází busta Antonína Feuersteina.[5] V roce 1903 byl vysvěcený obraz Svaté Trojice, který byl namalovaný podle místních občanů.
- Na náměstí proti kostelu vybudoval místní spolek Fikar pomník padlým v první světové válce. Na kamenném pomníku je v obdélníkové desce nápis: NA PAMĚŤ VE SVĚTOVÉ VÁLCE PADLÝM VOJÍNŮM ZA ZDEJŠÍ OBCE VĚNOVAL SPOLEK FIKAR. POSTAVENO R. 1924
- Nedaleko od pomníku naproti vchodu do kostela Nejsvětější Trojice se nachází kamenný kříž. Na jeho podstavci je datace 1902. Přibližně v polovině svislého břevna je reliéfně zdobený motivem kalicha.
- Pískovcová socha svatého Jana Nepomuckého z roku 1812 se nachází nedaleko od Nadějkova u komunikace z obce ve směru na Milevsko. Socha je umístěna v ohrádce, nápis na kamenném podstavci je špatně čitelný.
- Nad sochou Jana Nepomuckého u stejné komunikace při odbočce na Hubov se nachází zdobný kříž. Na kamenném podstavci je datace 1910 a na kulatém štítku je tento nápis: POCHVÁLEN BUĎ JEŽÍŠ KRISTUS AŽ NA VĚKY AMEN
- Kamenný pomník Prokopa Chocholouška byl postavený roku 1897 nákladem jihočeských akademiků. Nachází se na místním hřbitově. Prokop Chocholoušek pocházel z nedalekého Sedlce a často v Nadějkově navštěvoval svého přítele faráře Antonína Čechoslava Fikara. Také zde na faře strávil poslední dni svého života.[6]
- Zámek Nadějkov se nachází přímo v obci, poblíž kostela, na místě bývalé tvrze. Původní tvrz ze 14. století přestavěl v roce 1570 Bedřich Doudlebský. Dalšími úpravami prošla po požáru v roce 1756 za hraběnky Kokořové, která zároveň nechala obnovit již zpustlý zámecký park. Rostly zde neobvyklé stromy, květiny a keře. Zámek sloužil jako předloha pro zámek Mladějov v románu Aloise Jiráska F. L. Věk. Po druhé světové válce byl zámek používaný jako školní budova. V současné době je soukromým majetkem.
- Fara nechal postavit hrabě Deym ze Stříteže v roce 1738 a je na ní umístěná pamětní deska Prokopa Chocholouška. V témže roce nechal hrabě Deym postavit i budovu školy. Na desce vsazené nad vchodem do fary je nápis: ZDE ZEMŘEL PROKOP CHOCHOLOUŠEK NADŠENÝ BOJOVNÍK ZA PRÁVA ČESKÉHO LIDU A VĚHLASNÝ SPISOVATEL U SVÉHO PŘÍTELE FARÁŘE P. A. ČECHOSLAVA FIKARA dne 5. ČERVENCE 1864
- Na severním okraji náměstí proti rybníku Kužel se nachází výklenková kaple z roku 1645 se sochou Panny Marie Svatohorské. Kaple se nalézá na místě bývalých hradeb, kde zaútočili Švédové na nadějkovskou tvrz. V tom roce po bitvě u Jankova se vítězné švédské vojsko generála Lennarta Torstensona rozjelo rabovat a loupit po kraji.[6] Jeden oddíl dojel k nadějkovské tvrzi. Nadějkovští se ubránili a několik mužů pobili. Mrtvé pochovali za zámeckým parkem u rozcestí polních cest do Mozolova a Šichovy Vesce. Byl zde vztyčený nízký kamenný kříž.[6]
- Na okraji obce u komunikace z Hronovy Vesce se nachází litinový kříž na kamenném podstavci, který nese dataci 1890. Na kulatém štítku není žádný nápis.

## Turismus
Z obce vyhází patnáct kilometrů dlouhá okružní naučná stezka „Nadějkovsko”.

## Pověst
Pověst se vztahuje k bustě Antonína Feuersteina, která se nachází v místním kostele. Byl to maršál Marie Terezie a ke svým poddaným se údajně choval špatně. Za své nedobré chování se musel v pravé poledne projíždět po zámeckém parku v ohnivém kočáře taženém čtyřspřežím. Strašil tak dlouho, dokud jeho synovec nevěnoval místnímu kostelu tuto bustu a ještě nový zvon.

## Galerie

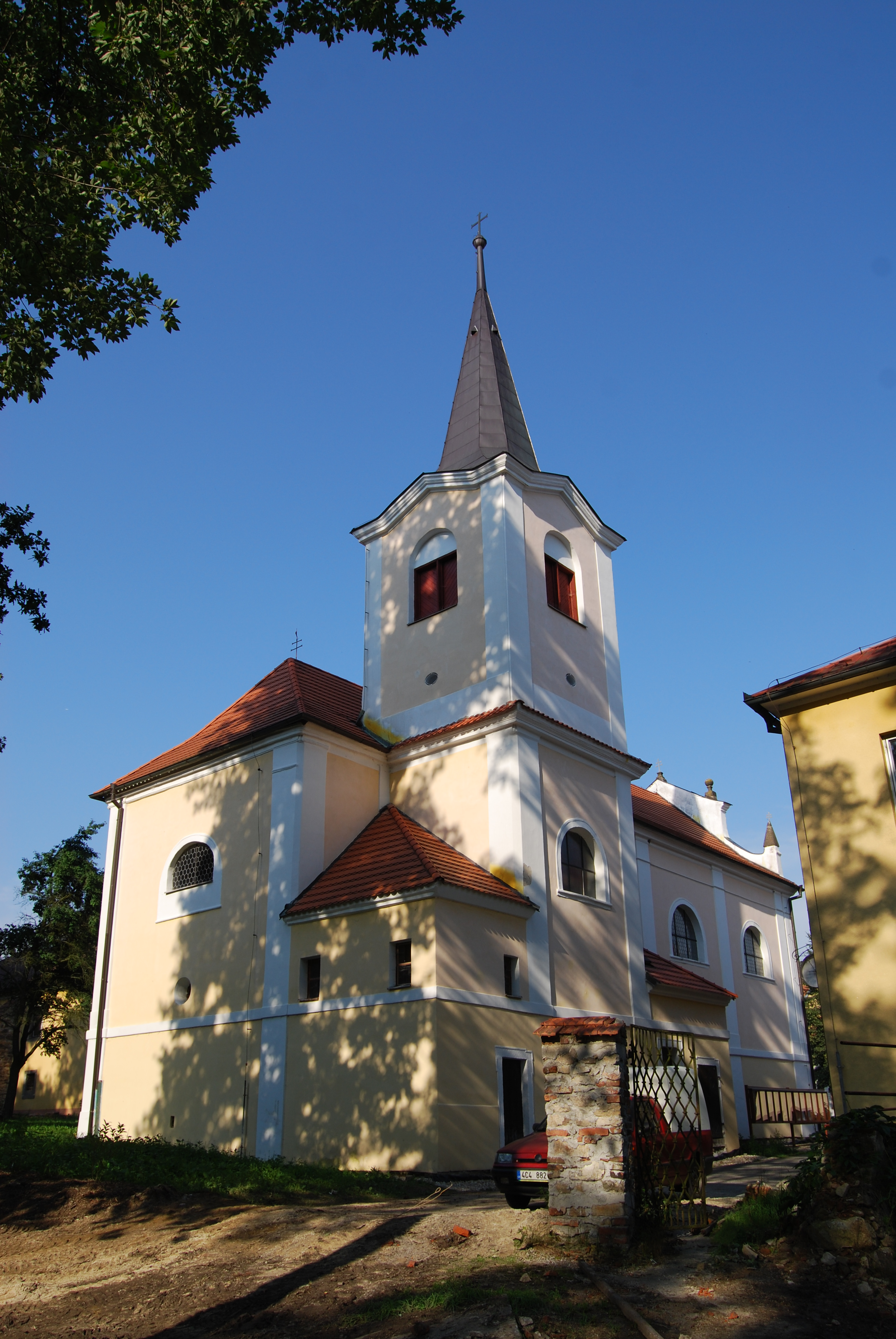
Kostel Nejsvětější Trojice
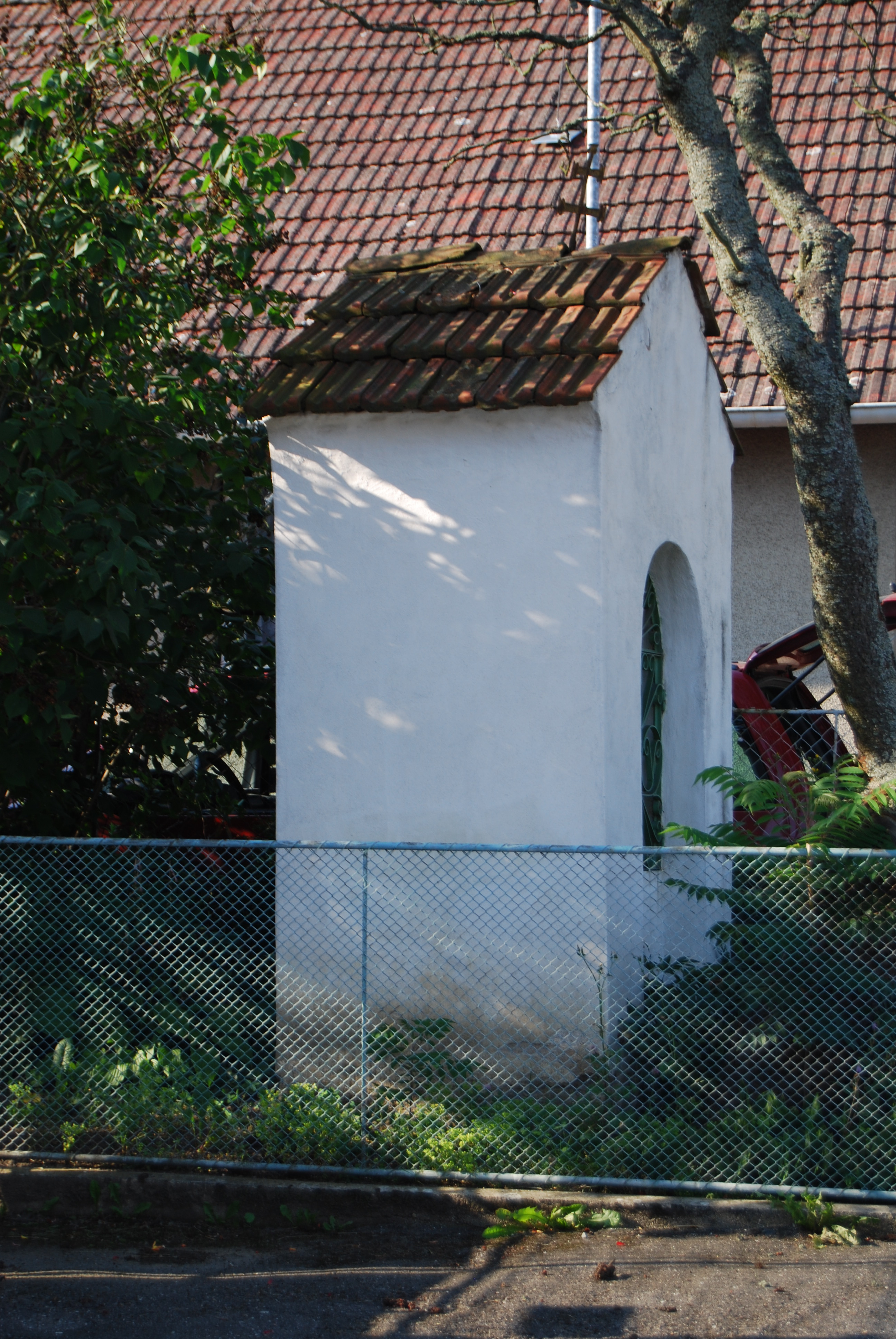
Kaple se sochou Panny Marie Svatohorské
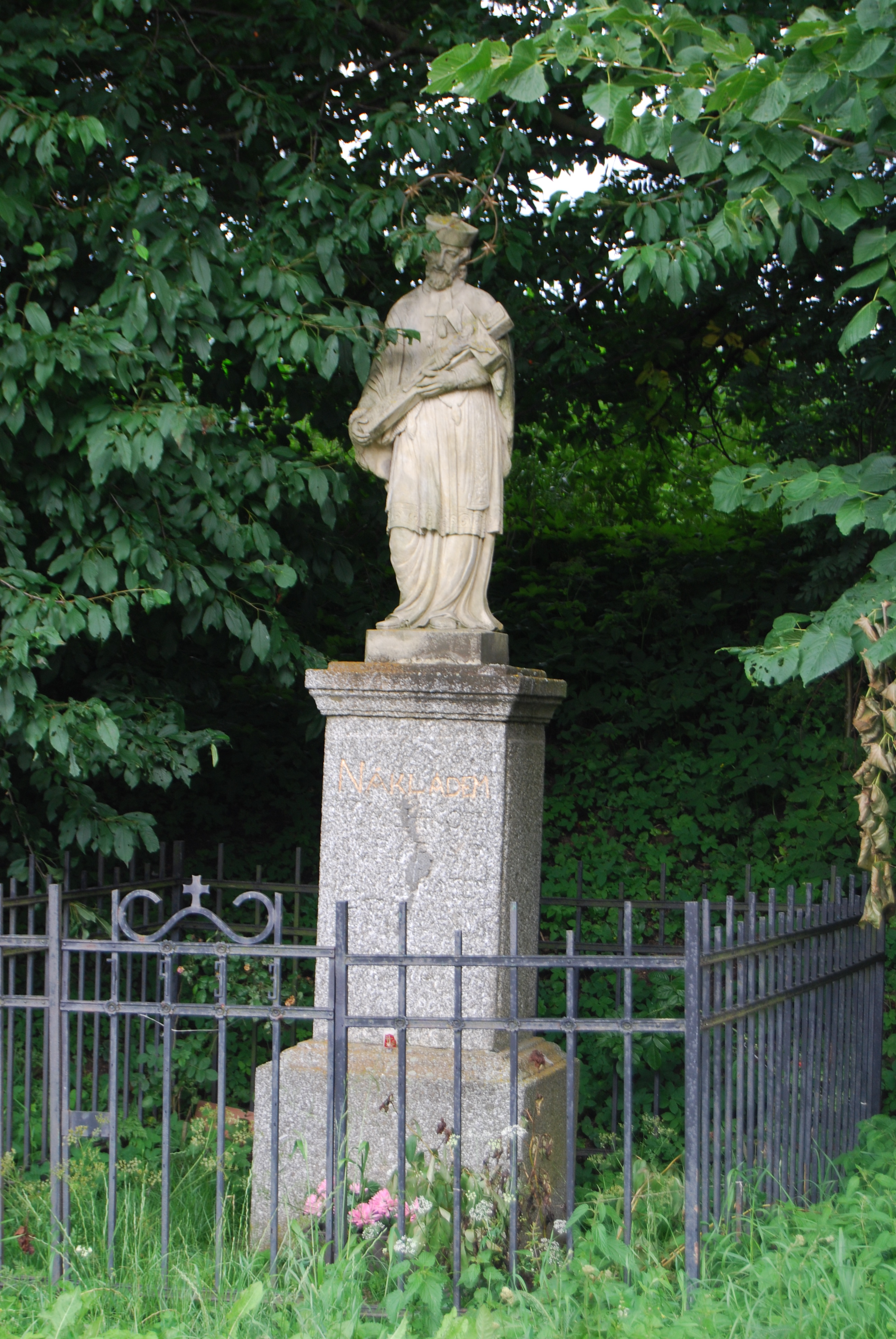
Socha svatého Jana Nepomuckého
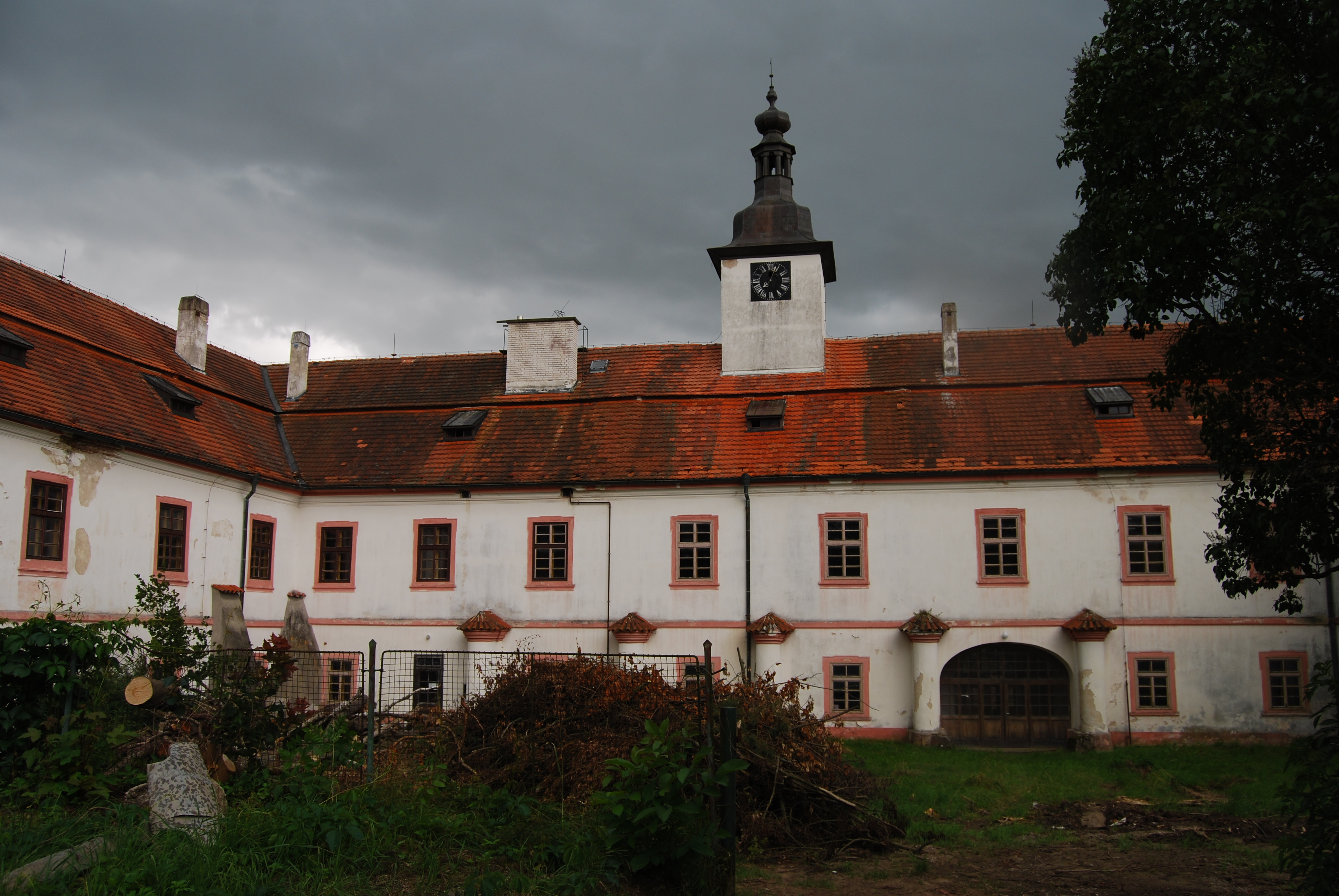
Zámek Nadějkov
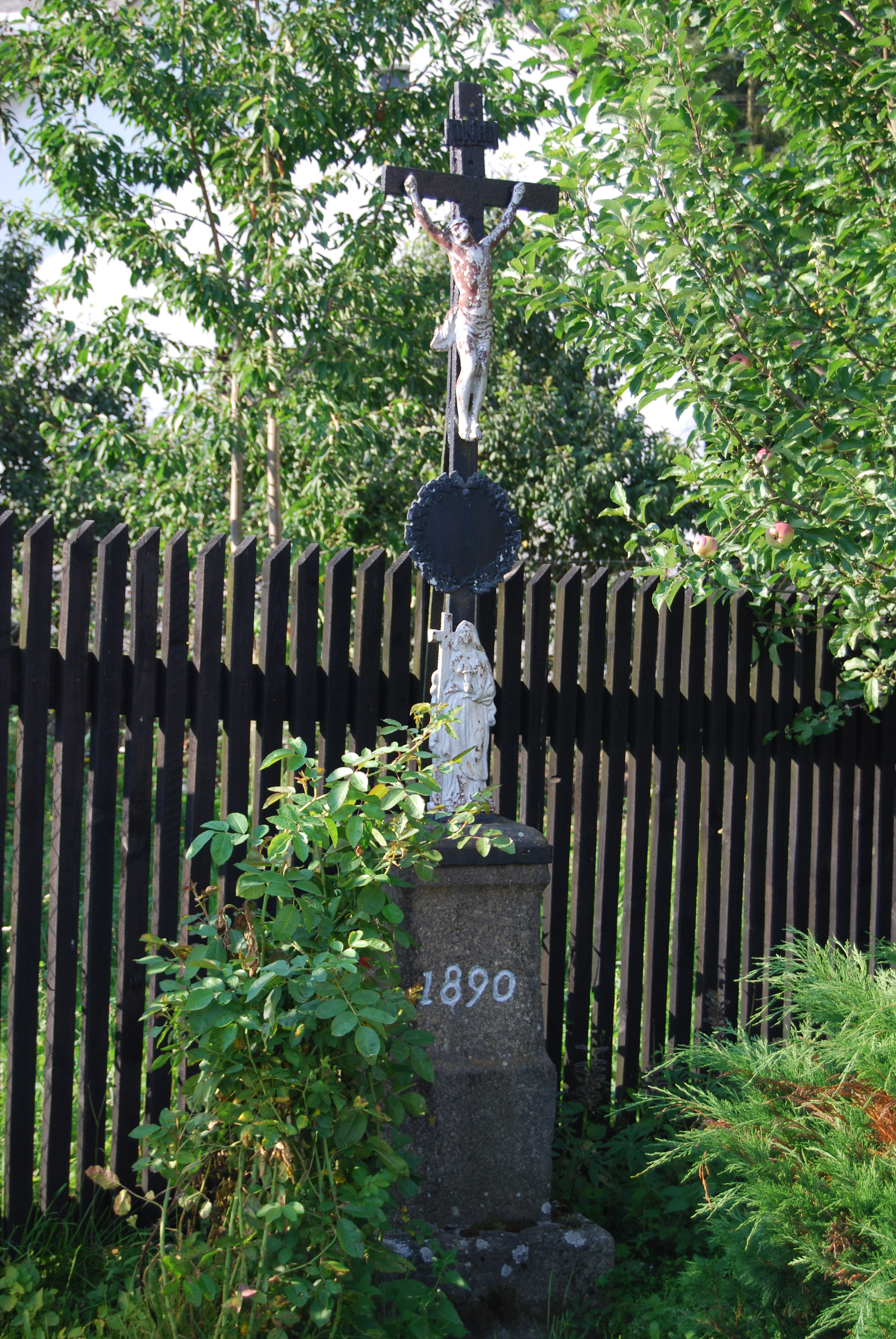
Kříž u komunikace z Hronovy Vesce